# Claudia Berninzon
Claudia María Berninzon Barrón, née le 5 février 1976 à Lima au Pérou, est une actrice péruvienne.

## Carrière
Claudia Berninzon étudie la comédie, la danse, le chant et l'expression corporelle en Oirde in the square et Neighbourhood playhouse aux États-Unis. Elle fait partie pendant un certain temps du groupe musical Torbellino. En 2008, elle joue dans la telenovela Los Barriga avec Julián Gil.
Elle est la nièce de Lourdes Berninzon (es), également actrice.

## Filmographie

### Télévision
- 1997 : Torbellino : Karen Mollinari
- 1998 : Boulevard Torbellino : Karen Mollinari
- 2000 : Girasoles para Lucía
- 2002 : La mujer de Lorenzo
- 2003 : Habla barrio
- 2004 : Besos robados : Charito (rôle secondaire)
- 2004–2005 : Tormenta de pasiones : Julia
- 2005 : Viento y Arena
- 2006 : Camino a casa : Sor
- 2006–2007 : Camote y Paquete, aventura de Navidad : Sor
- 2007 : Al diablo con los guapos : Actrice invitée
- 2008 : Las tontas no van al cielo : Actrice invitée
- 2008 : Los simuladores : Actrice invitée
- 2008–2009 : Los Barriga : Teresa « Tere » Barriga (protagoniste)
- 2009 : El show de los sueños: sangre de mi sangre : elle-même / concurrente : 11e position
- 2011 : La Perricholi : Dolores
- 2011–2012 : Corazón de fuego : Sandra Vásquez Montenegro
- 2013 : Guerreros de arena : Jimena Rapuzzi
- 2013 : Al fondo hay sitio : Eniriqueta « Queta »
- 2017 : De vuelta al barrio : 	Cristina Bravo Torrejón

### Films
- 2004 : Motivos para el exilio : film indépendant

## Théâtre
- 2011 : Demonios en la piel : Laura Betti[1]
- 2013 : El Proyecto Laramie